# Жарковац
Жарковац (познато и по локалном називу Жарковци) је насеље у Србији у општини Рума у Сремском округу. Према попису из 2022. било је 799 становника.
Од 2. августа 1934. Солнок (како је до тада ово насељено место носило име), на иницијативу мештана преименован је у Жарковац по Жарку Миладиновићу, адвокату, политичару и министру у Влади СХС. Као сећање на тај дана слави се сеоска слава Св. Илија.

## Географски подаци
Жарковац је село у североисточном делу румске општине и међу најмалађим насељима је у источном делу Срема. Изграђено је између два светска рата на простору пустаре Солнок. Атар села Жарковац површине 39,2 лежи на јужном делу фрушкогорске лесне заравни висине од 145 метара на северу до 135 метара на јужном делу атара. Површина је благо заталасана и испресецана са неколико усечених долова од којих су највећи доливи потока Међеш, Добродол и Радиначки поток.

## Демографија
У насељу Жарковац живи 873 пунолетна становника, а просечна старост становништва износи 39,2 година (37,7 код мушкараца и 40,8 код жена). У насељу има 348 домаћинстава, а просечан број чланова по домаћинству је 3,17.
Ово насеље је великим делом насељено Србима (према попису из 2002. године), а у последња три пописа, примећен је пад у броју становника.
|  |

| Демографија | Демографија | Демографија |
| Година      | Становника  | Становника  |
| ----------- | ----------- | ----------- |
| 1948.       | 865         |             |
| 1953.       | 882         |             |
| 1961.       | 1.089       |             |
| 1971.       | 934         |             |
| 1981.       | 955         |             |
| 1991.       | 915         | 910         |
| 2002.       | 1.102       | 1.157       |

| Етнички састав према попису из 2002.‍ | Етнички састав према попису из 2002.‍ | Етнички састав према попису из 2002.‍ | Етнички састав према попису из 2002.‍ | Етнички састав према попису из 2002.‍ |
| ------------------------------------ | ------------------------------------ | ------------------------------------ | ------------------------------------ | ------------------------------------ |
|                                      |                                      |                                      |                                      |                                      |
| Срби                                 | Срби                                 |                                      | 1.014                                | 92,01%                               |
| Мађари                               | Мађари                               |                                      | 36                                   | 3,26%                                |
| Хрвати                               | Хрвати                               |                                      | 22                                   | 1,99%                                |
| Роми                                 | Роми                                 |                                      | 3                                    | 0,27%                                |
| Словенци                             | Словенци                             |                                      | 2                                    | 0,18%                                |
| Македонци                            | Македонци                            |                                      | 2                                    | 0,18%                                |
| Црногорци                            | Црногорци                            |                                      | 1                                    | 0,09%                                |
| Муслимани                            | Муслимани                            |                                      | 1                                    | 0,09%                                |
| непознато                            | непознато                            |                                      | 3                                    | 0,27%                                |

| Година пописа     | 1948. | 1953. | 1961. | 1971. | 1981. | 1991. | 2002. |
| ----------------- | ----- | ----- | ----- | ----- | ----- | ----- | ----- |
| Број домаћинстава | 198   | 201   | 265   | 251   | 271   | 277   | 348   |

| Број чланова      | 1  | 2  | 3  | 4  | 5  | 6  | 7 | 8 | 9 | 10 и више | Просек |
| ----------------- | -- | -- | -- | -- | -- | -- | - | - | - | --------- | ------ |
| Број домаћинстава | 44 | 94 | 70 | 82 | 25 | 26 | 5 | 2 | 0 | 0         | 3,17   |

| Пол    | Укупно | Неожењен/Неудата | Ожењен/Удата | Удовац/Удовица | Разведен/Разведена | Непознато |
| ------ | ------ | ---------------- | ------------ | -------------- | ------------------ | --------- |
| Мушки  | 460    | 156              | 276          | 17             | 8                  | 3         |
| Женски | 455    | 90               | 281          | 77             | 7                  | 0         |
| УКУПНО | 915    | 246              | 557          | 94             | 15                 | 3         |

| Пол    | Укупно                    | Пољопривреда, лов и шумарство | Рибарство                            | Вађење руде и камена | Прерађивачка индустрија       |
| ------ | ------------------------- | ----------------------------- | ------------------------------------ | -------------------- | ----------------------------- |
| Мушки  | 217                       | 91                            | 0                                    | 0                    | 47                            |
| Женски | 120                       | 33                            | 0                                    | 0                    | 47                            |
| УКУПНО | 337                       | 124                           | 0                                    | 0                    | 94                            |
| Пол    | Производња и снабдевање   | Грађевинарство                | Трговина                             | Хотели и ресторани   | Саобраћај, складиштење и везе |
| Мушки  | 2                         | 21                            | 13                                   | 2                    | 11                            |
| Женски | 0                         | 3                             | 17                                   | 0                    | 1                             |
| УКУПНО | 2                         | 24                            | 30                                   | 2                    | 12                            |
| Пол    | Финансијско посредовање   | Некретнине                    | Државна управа и одбрана             | Образовање           | Здравствени и социјални рад   |
| Мушки  | 1                         | 1                             | 13                                   | 1                    | 0                             |
| Женски | 0                         | 1                             | 0                                    | 5                    | 7                             |
| УКУПНО | 1                         | 2                             | 13                                   | 6                    | 7                             |
| Пол    | Остале услужне активности | Приватна домаћинства          | Екстериторијалне организације и тела | Непознато            | Непознато                     |
| Мушки  | 4                         | 0                             | 0                                    | 10                   | 10                            |
| Женски | 1                         | 0                             | 0                                    | 5                    | 5                             |
| УКУПНО | 5                         | 0                             | 0                                    | 15                   | 15                            |